# Elecciones legislativas de Bulgaria de 1997
Las elecciones legislativas se celebraron en Bulgaria el 19 de abril de 1997. El resultado fue una victoria para las Fuerzas Democráticas Unidas, ODS, (una alianza de la Unión de Fuerzas Democráticas (SDS), el Partido Demócrata, la Unión Nacional Agraria Búlgara-Nikola Petkov y el Partido Socialdemócrata Búlgaro), que ganó 137 de los 240 escaños. La participación electoral fue del 58.8662.9%. Tras las elecciones, el líder del SDS, Ivan Kostov, fue nombrado primer ministro.
El 19 de febrero, el presidente de la República, Petar Stoyanov (elegido en 1996) disolvió la Asamblea Nacional. Se instaló un gobierno provisional de derecha encabezado por el popular alcalde de Sofía, Stefan Sofyanski, que se esforzó por abordar los principales problemas económicos del país (deuda externa, desempleo, inflación, etc.) que se había heredado del gobierno del BSP. Durante la campaña, la coalición gobernante, compuesta por cuatro partidos y liderada por la conservadora Unión de Fuerzas Democráticas (SDS), se comprometió a llevar a cabo reformas de libre mercado y otros cambios necesarios para cumplir con los rígidos términos del FMI, con el cual había negociado un gran préstamo. También prometió una ofensiva contra la corrupción y el crimen organizado y, en política exterior, la pertenencia a la Unión Europea y la OTAN.
La pregunta principal tras la campaña se resumio a que tan amplio sería el margen de ventaja de los conservadores sobre el ex comunista Partido Socialista Búlgaro (BSP), dirigido por Georgi Parvanov. El día de las elecciones se vio un cambio total ya que la coalición de centro-derecha obtuvo mayoría absoluta y los socialistas perdieron 67 escaños, llegando al segundo lugar por delante de otros tres grupos, un resultado que los analistas atribuyeron en gran parte a la eficiencia del régimen tecnócrata y conservador. Los observadores extranjeros dijeron que la votación fue libre y justa. El 21 de mayo, el recién elegido Parlamento eligió al líder del SDS, Ivan Kostov, como Primer Ministro y aprobó su Gabinete.

## Campaña
La campaña electoral comenzó formalmente el 20 de marzo y terminó a la medianoche del 17 de abril, 24 horas antes del día de las elecciones. La campaña, aunque problemática a veces, se llevó a cabo en un ambiente generalmente tolerante, libre de intimidación o manipulación abierta. Los firmantes del acuerdo político realizado en febrero acordaron evitar cualquier campaña que pudiera exacerbar la tensión. Dada la grave inestabilidad política dentro del país, solo unas semanas antes de la firma de estos acuerdos, trajeron una sensación de estabilidad política. Sin embargo, no todos los partidos estaban satisfechos con el marco que rige estas elecciones. La división de los partidos en dos categorías diferentes, "A" y "B", causó un considerable descontento, particularmente entre los 30 partidos y coaliciones en la categoría B.
La ley electoral estipula que los partidos elegidos para la Gran Asamblea Nacional de 1990 hace siete años con más de 50,000 votos recibirían fondos estatales, mientras que aquellos con menos de 50,000 podrían solicitar un préstamo sin intereses del estado con la condición de que tuvieran una garantía bancaria. La cantidad de fondos estatales disponibles por candidato fue insignificante por solo 30,000 levas (US $ 20) (resolución de Consejo de ministros 319, 20 de marzo de 1997). La ODS tomó un punto de su decisión de no tomar dinero del presupuesto estatal.
Sin embargo, los partidos claramente gastaron cantidades considerables de dinero durante la campaña, lo que a menudo estimuló la especulación entre sus competidores sobre el origen del dinero. Había una evidente falta de transparencia que permitía a los competidores convertir esto en un tema de campaña.
Los principales partidos, sobre todo el ODS, donaron grandes cantidades de dinero, ya sea a través de organizaciones sociales y caritativas o municipalidades a los pobres y necesitados. El 12 de abril, Democratsia: el periódico interno del SDS informó a los lectores que el partido había donado más de 150,000,000 de levas (US $ 100,000) a organizaciones en el norte de Bulgaria. Las donaciones sustanciales y altamente publicitadas otorgadas a lo largo de la campaña por algunos de los principales partidos, aunque sin duda bien recibidas por sus destinatarios, permanecen fuera del marco legal bajo el cual solo se consideraron ilegales los pagos directos a individuos. Sin embargo, se hicieron muchas acusaciones sin fundamento de que individuos y partidos estaban haciendo donaciones directas a los votantes.
La queja principal a nivel de distrito y de sección se refería al papel de los alcaldes electos. La ley requiere que el alcalde desempeñe el papel de árbitro para alcanzar un consenso entre las partes cuando el DEC designe a las SEC. Además, la ley claramente les restringe la campaña activa durante la campaña electoral, a pesar de que ellos mismos han sido elegidos en un boleto político del partido.
En muchos casos, las quejas sobre el alcalde resumían las divisiones políticas del distrito: en los municipios de la UDF, el BSP se quejaba, en las BSP, la UDF se quejaba. Aunque la misión no pudo verificar estas quejas, los observadores observaron al recién nombrado Gobernador de Distrito de Plovdiv, Anton Andonov, instando a los votantes en la manifestación final de la UDF en la ciudad a votar por la UDF.

## Resultados
|  | 52.26 % |

|  | 22.07 % |

|  | 7.60 % |

|  | 5.50 % |

|  | 4.93 % |

|  | 7.64 % |

|  | 98.82 % |

|  | 1.18 % |

|  | 100.00 % |

|  | 58.86 % |